# Тарасюк Олександр Вікторович
Олександр Вікторович Тарасюк (нар. 9 травня 1998) — український футболіст, нападник футбольного клубу «Зірка» (Кропивницький).

## Життєпис
Вихованець молодіжної академії житомирського «Полісся», в складі якого в 2012—2015 роках виступав у ДЮФЛУ. У 2015 році вичтупав у чемпіонаті Житомирської області в складі ФК «Пулини» (Червоноармійськ). У чемпіонаті області зіграв 3 матчі. Починаючи з сезону 2016/17 років виступав у складі кропивницької «Зірки» в молодіжному чемпіонаті України. Наступного сезону був переведений до першої команди кропивничан. Дебютував у футболці «Зірки» 18 лютого 2018 року в програному (0:3) домашньому поєдинку 20-го туру Прем'єр-ліги проти ФК «Маріуполя». Олександр вийшов на поле в стартовому складі та відіграв увесь матч.